# Madola

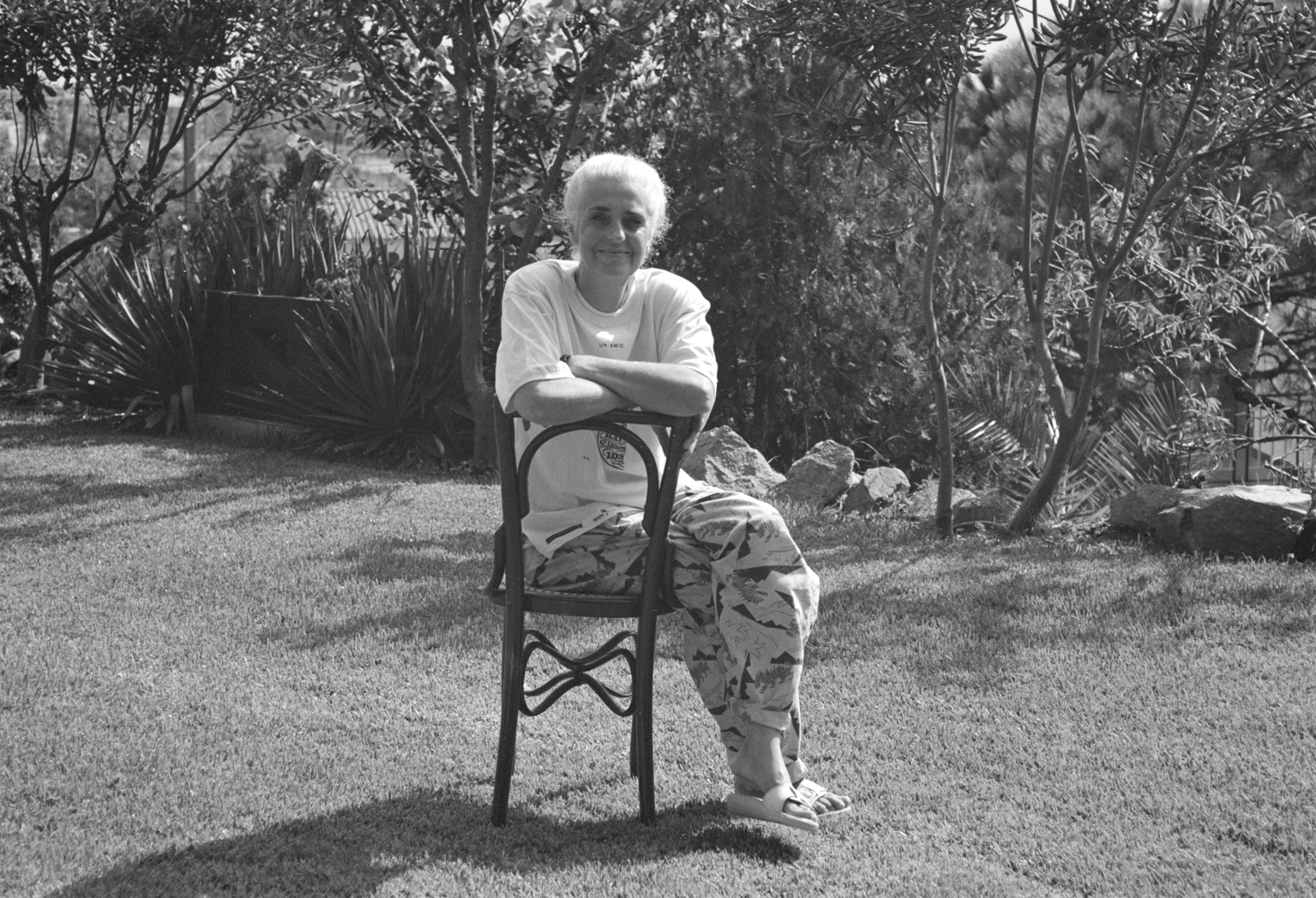
Madola

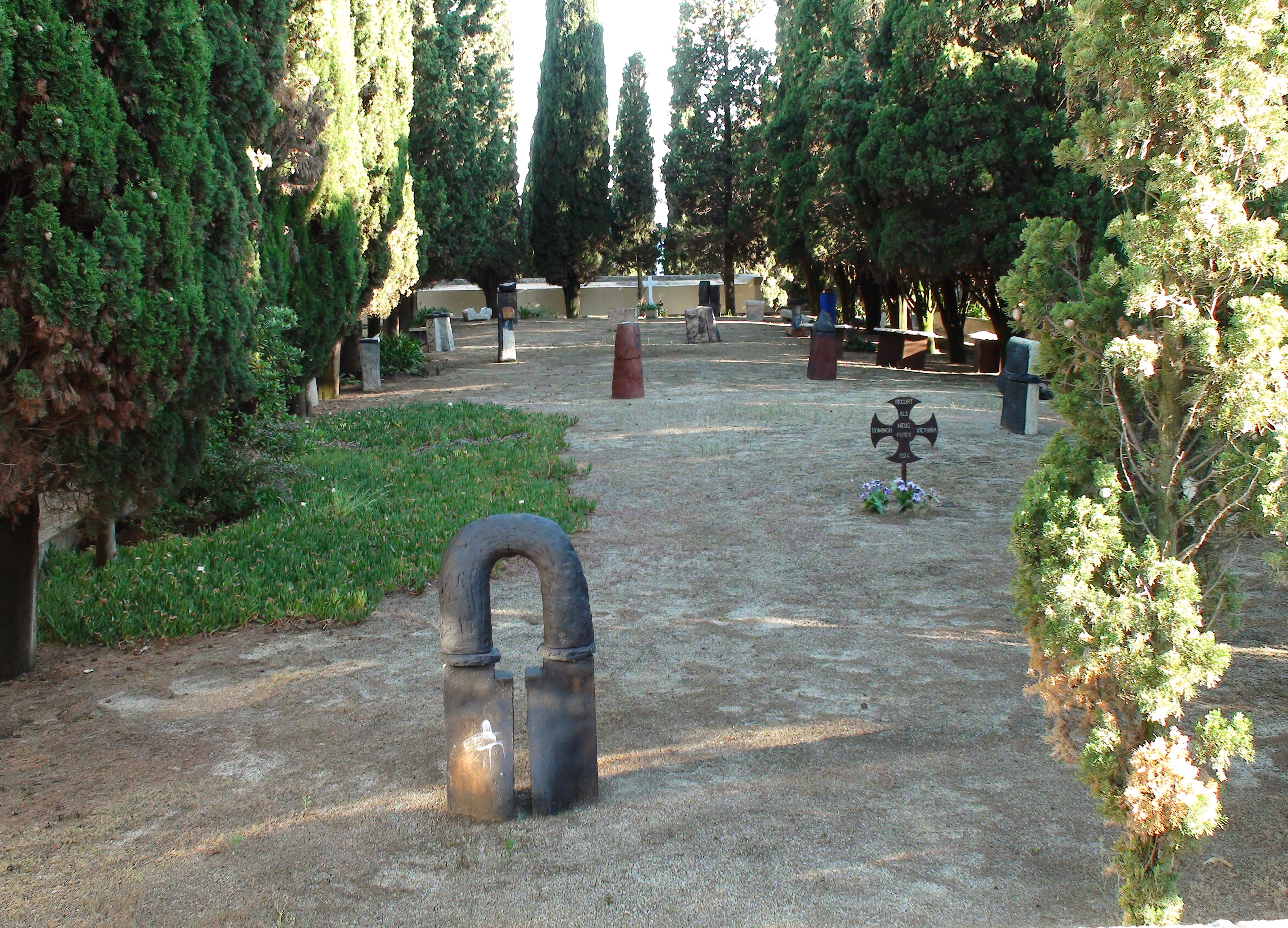
instalación de 40 piezas de la artista Madola en el cementerio de Arenys de Mar (2013)

Madola (Barcelona, 1944), seudónimo de Maria Àngels Domingo Laplana, es una ceramista, escultora, pintora y artista catalana, establecida en Premiá de Dalt (Barcelona). Es conocida per sus piezas de formas orgánicas que conjugan los elementos de raíz tradicional - con la habilidad del oficio y el obrador - con el arte más contemporáneo y conceptual. Trabajó con el ceramista y escultor Josep Llorens i Artigas. Este, junto a otros ceramistas como Antoni Cumella i Serret, fueron sus referentes. Ha realizado exposiciones individuales y colectivas por todo el mundo. Tiene obra permanente en numerosos museos y también obra de gran formato en espacios urbanos. Es miembro numerario de la Real Academia de Ciencias y Artes de Barcelona desde 2015, de la Academia Internacional de Cerámica (AIC) con sede en Ginebra y del Work-Craft Council de la UNESCO en París. Ha obtenido premios y galardones como el Premio Especial de Cerámica de Sotheby’s Londres o el de la Fundación Pilar y Joan Miró de Mallorca.

## Biografía

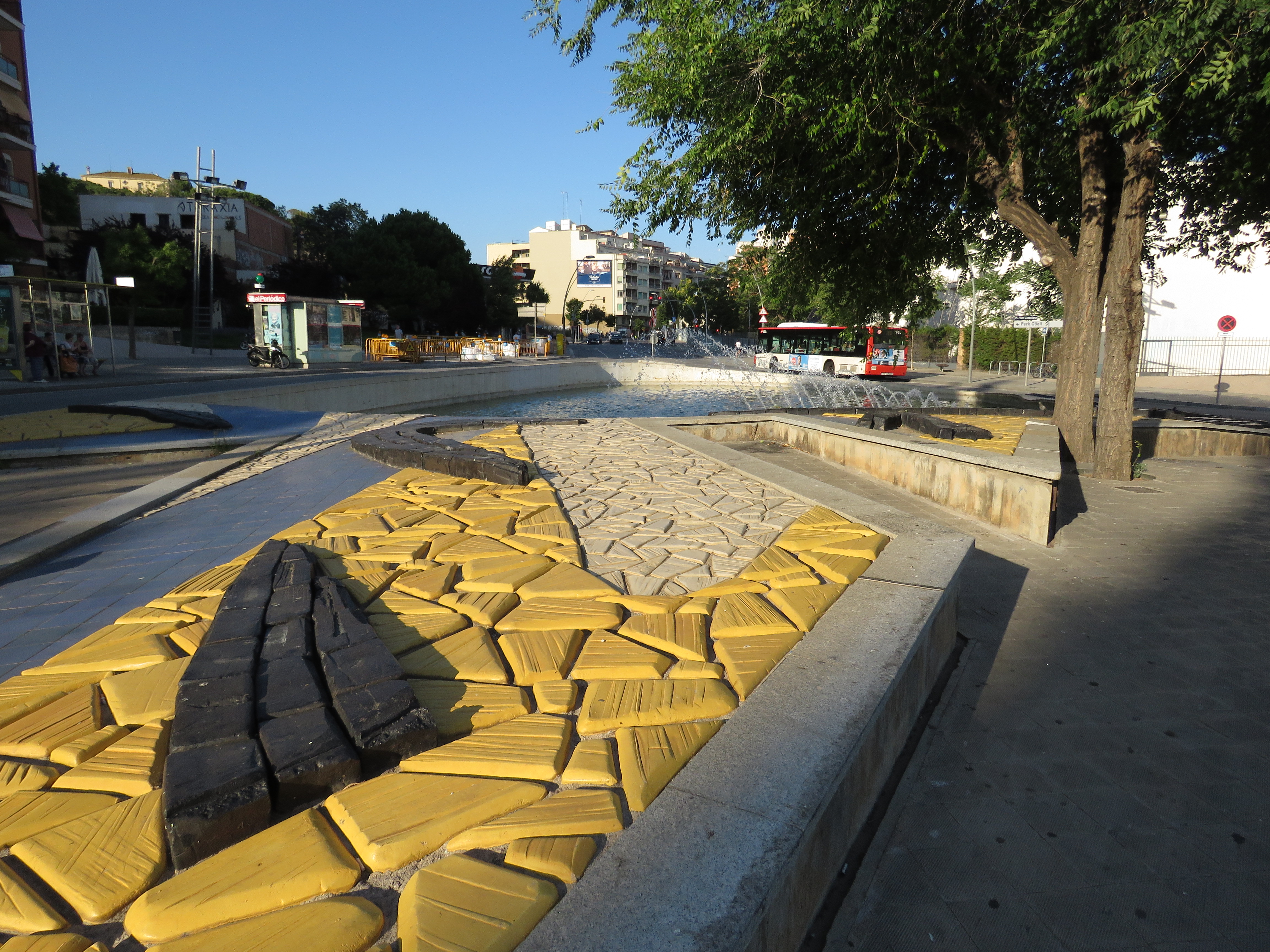
Plaça de la Font Castellana, en Barcelona, obra de la artista Madola, 1992

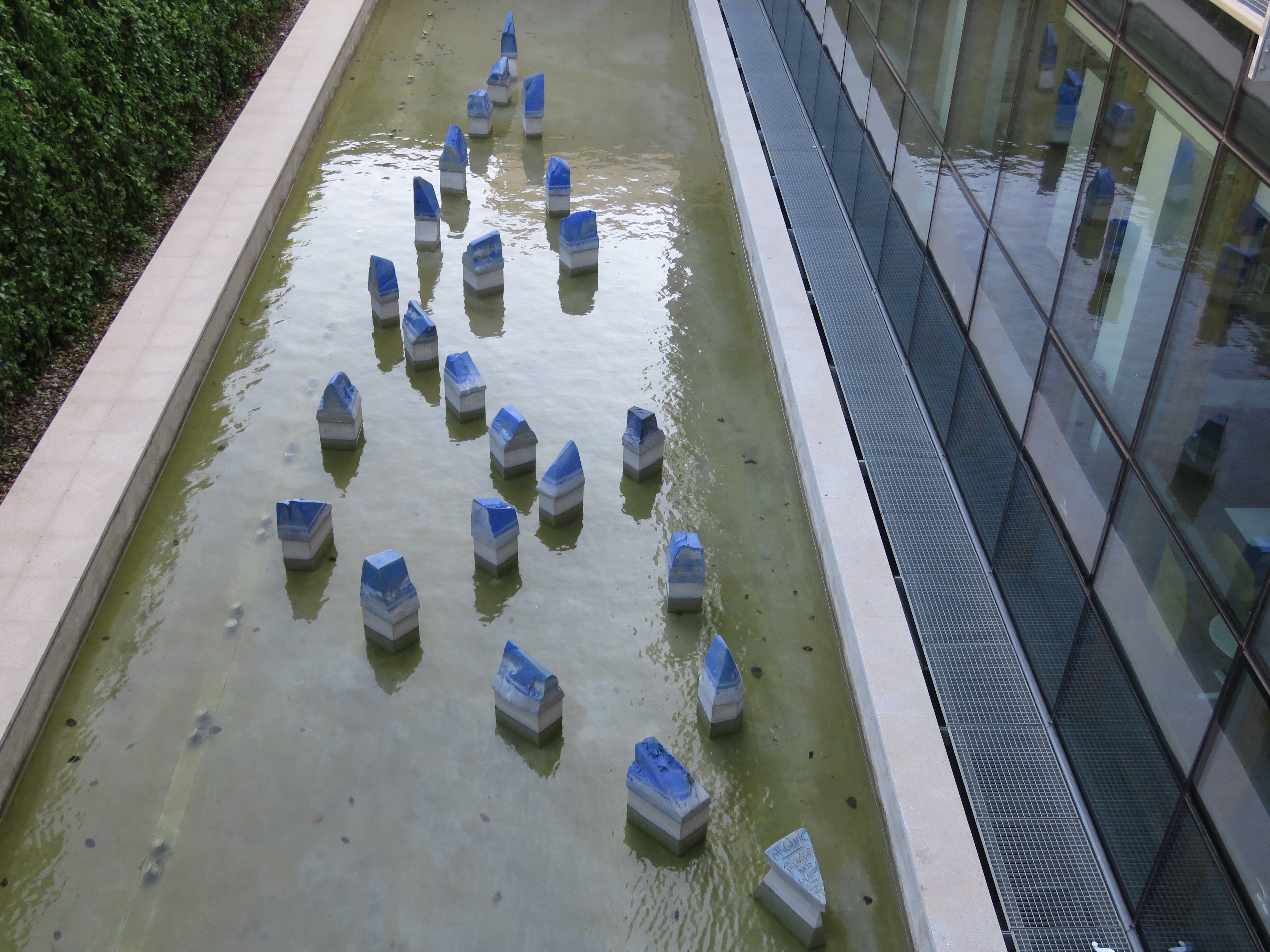
'Trinidad', obra pública de Madola de 2014 en el Museo del Diseño de Barcelona en honor a Trinidad Sánchez Pacheco, directora del antiguo Museo de la Cerámica en Barcelona.

Nacida en Barcelona, se inició en el trabajo de la cerámica en 1960. Estudió en la Escuela Massana de Barcelona, en la Escuela del Trabajo y en la Escuela de la Lonja. En 1966 hizo su primera exposición en el Ateneo Barcelonés presentada por el escritor catalán Salvador Espriu. Se licenció el 1985 en la Facultat de Belles Arts de Barcelona, donde posteriormente se doctoró el 2006 con la tesis ‘La influència de Joan Miró en la ceràmica contemporània espanyola’. A partir del año 1988 empezó a crear obras de gran formato para espacios públicos, entre las cuales destacan las intervenciones en la Plaça de la Font Castellana de Barcelona (1992), la Rotonda Blava de Premiá de Mar (Cataluña)(2007), el conjunto escultórico del Cementerio de Sinera de Arenys de Mar (Cataluña)(2013) o Trinidad (2014) en el Museo del Diseño de Barcelona. También tiene obra pública en Inglaterra, Japón, Corea del Sur y Taiwán. Ha impartido cursos, seminarios y clases magistrales en escuelas de oficios y en universidades de todo el mundo y ejerce de jurado de premios de cerámica. Más allá de Cataluña ha expuesto en Valencia, Palma, Madrid, Santa Cruz de Tenerife, Gijón, Muel (Zaragoza) o en países como Francia, Bélgica, Alemania, Reino Unido, Italia, Portugal, Hungría, Eslovaquia, Estados Unidos, Japón, Corea, Méjico, Venezuela y  China.

## Series de obra destacada
- Bonys, 1977-78
- Esteles, 1986
- Portes,1989
- Finestres, 1990
- Columnes, 1991
- Templets, 1991
- Vasos, Urnes i Piles, 1996-97
- Aigües perdudes, 1998[3]
- Escrits de Taller, 2004-06[4]
- El cos, 2003-07[5]
- Suite Wagner, 2011[6]
- Llibres de Sinera / Donar forma a la paraula, 2012-13[7]
- Llibres/libros/Books, 2013[8]
- Ciutats perdudes/Ciudades Perdidas, 2014-15[9]

## Principales obras públicas
- Castella (1992), en la Plaça de la Font Castellana de Barcelona[10]
- Mediterrània  (1995), en Catalan Square de Manchester, Reino Unido
- La mà com a eina (1999), en Morell[11]
- Art i Natura (2004), en Santa Coloma de Cervelló
- Catalonia-Korea Memory (2005), en Icheon Park (Corea del Sur)
- Rotonda Blava (2007), en Premià de Dalt[12]
- Donar forma a la Paraula (2013), en el cementerio de Arenys de Mar *Trinidad/Orgànic (2014), Museu del Disseny de Barcelona[13]